# Комарниця (Словенія)
Комарниця (словен. Komarnica) — поселення в общині Церквеняк, Подравський регіон, Словенія.